# Joël Kotek
Joël Kotek (* 15. Mai 1958 in Gent) ist ein belgischer Politologe und Historiker. Er ist derzeit als Lehrbeauftragter im Fach Neuere Geschichte an der Université Libre de Bruxelles (ULB) tätig, Ausbildungsleiter am Zentrum für zeitgenössische jüdische Dokumentation (Centre d’Études Juives Contemporaines) in Paris und Generalsekretär des Centre Européen d’Études sur la Shoah de l'Antisémitisme et du Génocide (CESSAG) in Brüssel.

## Leben
Kotek studierte Geschichte an der FU Brüssel und der Oxford University. Er erhielt 1993 den Doktorgrad in Politikwissenschaft vom Institut für Politische Studien in Paris (Institut d’études politiques de Paris). Er ist Autor mehrerer zeitgeschichtlicher Bücher. Internationale Beachtung fand insbesondere sein Werk „Das Jahrhundert der Lager“, das eine Bilanz der Lagersysteme vom Burenaufstand über die Vernichtungslager der Nationalsozialisten und die sowjetischen Gulags bis zu den chinesischen Laogai zieht. Das Buch wurde 2000 mit dem Grand Prix d'histoire Chateaubriand ausgezeichnet und in mehrere Sprachen übersetzt. Auch sein medienanalytisches Buch „Au nom de l'antisionisme“ („Cartoons and Extremism“) wurde vielfach international rezensiert.
Kotek gehört zum internationalen Beratergremium des Israel Council on Foreign Relations.

## Veröffentlichungen (Auswahl)
- (zusammen mit Didier Pasamonik): Mickey à Gurs. Les carnets de dessins de Horst Rosenthal. Calmann-Lévy, Paris, 2014, ISBN 978-2-7021-4385-8. Bei dem Buch handelt es sich um eine Neuausgabe der drei Werke von Horst Rosenthal:
  - Mickey au camp de Gurs – Publiée sans l’authorisation de Walt Disney 1942. (Micky im Lager Gurs – Veröffentlicht ohne Genehmigung von Walt Disney 1942)
  - La Journée d'un hébergé: Camp de Gurs 1942. (Der Tagesablauf eines Bewohners: Camp de Gurs 1942)
  - Petite guide à travers le camp de Gurs. (Eine kleine Führung durch das Lager Gurs)
Die 11 Seiten dieses Heftes liegen als digitalisierte Ausgabe auf einem Server der ETH Zürich:  Horst Rosenthal: „Petit Guide à travers le Camp de Gurs“, 1942.
- Cartoons and Extremism: Israel and the Jews in Arab and Western Media. Mitchell Vallentine & Company, 2009 (Übersetzung: Alisa Jaffa)
- Anti-Semitic Postcards from the Dreyfus Affair to the Holocaust. Berg International Editeurs, 2005
- 'mit Pierre Rigoulot: Das Jahrhundert der Lager. Gefangenschaft, Zwangsarbeit, Vernichtung. (Originaltitel: Le siècle des camps. ), Propyläen, Berlin 2001, ISBN 3-549-07143-4.
- La jeune garde: Entre KGB et CIA, la jeunesse mondiale, enjeu des relations internationales, 1917-1989. Seuil, 1998
- Students and the Cold War. Macmillan Press Ltd, 1996